# Plan Reagana
Plan Reagana – plan pokojowego rozwiązania konfliktu izraelsko-palestyńskiego przedstawiony 1 września 1982 roku przez prezydenta Stanów Zjednoczonych Ronalda Reagana. Plan ten nie przewidywał utworzenia niepodległego państwa palestyńskiego, przewidywał wstrzymanie budowy izraelskich osiedli w Strefie Gazy i na Zachodnim Brzegu Jordanu, wybór na terenach okupowanych przez Izrael autonomicznej władzy narodu palestyńskiego na okres 5 lat, federację tych terenów z Królestwem Jordanii i przyjęcie przez Palestyńczyków obywatelstwa jordańskiego. Autonomiczna władza palestyńska miała też uznać Państwo Izrael. Podstawą realizacji planu Reagana była rezolucja nr. 242 Rady Bezpieczeństwa ONZ i program z Camp David. Wprowadzenie planu zakończyło się fiaskiem: Izrael, Libia i Syria zdecydowanie go odrzuciły, Organizacja Wyzwolenia Palestyny nie zajęła stanowiska, Jordania zgodziła się przyjąć go jedynie za zgodą OWP, a Arabia Saudyjska i Egipt zaproponowały poprawki.